# Николаева, Олеся Станиславовна
Олеся Станиславовна Николаева (род. 18 марта 1994 года, Бор) — российская волейболистка, доигровщица, мастер спорта.

## Спортивная биография
Олеся Николаева начинала играть на Бору в физкультурно-оздоровительном комплексе «Кварц» у тренера Светланы Борисовны Любчич.
В 2010 году была приглашена в «Динамо-Казань» и вошла в состав фарм-команды «Динамо-Экономист», которая выступала в первой лиге, а с сезона-2011/12 — в Молодёжной лиге под названием «Динамо»-УОР. Под руководством Светланы Сафроновой, с июля 2012 года возглавлявшей «Динамо»-УОР, Олеся Николаева играла за молодёжную сборную России на чемпионате Европы-2012 в Анкаре и чемпионате мира-2013 в Брно.
В марте 2013 года Олеся Николаева выиграла серебряную медаль первенства Молодёжной лиги и была признана лучшей нападающей финального этапа в Екатеринбурге. Сезон 2013/14 годов Николаева вместе с двумя другими игроками казанской молодёжки, Татьяной Романовой и Татьяной Куликовой, провела на правах аренды в коллективе высшей лиги «А» «Импульс-Спорт» (Волгодонск). В июне 2014 года в составе команды Поволжской государственной академии физической культуры, спорта и туризма Олеся стала серебряным призёром IV Всероссийской летней Универсиады.
В сезоне-2014/15 Олеся Николаева на регулярной основе играла за «Динамо-Казань» в Суперлиге, по итогам сезона завоевала титул чемпионки России и получила вызов во вторую сборную России от её тренера Вадима Панкова. Она выступала на «Монтрё Волей Мастерс», Европейских играх в Баку и стала чемпионкой Универсиады в Кванджу.
Тем же летом Олеся Николаева на правах аренды перешла в «Омичку», но по ходу сезона-2015/16 вернулась в «Динамо-Казань». В составе казанской команды стала серебряным призёром Кубка России. В следующем сезоне выступала за краснодарское «Динамо».
Летом 2018 года после годичного перерыва вернулась в волейбол, подписав контракт с клубом итальянской серии A2 «Эрмайя» из Ольбии.